# Didier Galas
Pour les articles homonymes, voir Galas.
Didier Galas est un acteur et metteur en scène français formé au Conservatoire national supérieur d'art dramatique auprès de Claude Régy, Mario Gonzales et Bernard Dort. Dans les années qui suivent, il est acteur sous la direction de Bérangère Bonvoisin, Philippe Clévenot, Aurélien Recoing, Jacques Rivette, Ludovic Lagarde, Claude Régy et Christian Schiaretti. Quelques années plus tard, il poursuit sa formation d’acteur au Japon et en Chine, avec Michishige Udaka maître de Nô à Kyoto, d’une part, et avec Li Guang maître de Jingju à Pékin, d’autre part. Cette double approche du théâtre oriental l’inspirera et donnera une orientation singulière à ses créations de metteur en scène.

## Biographie
Après avoir créé sur les scènes françaises le personnage de Ahmed (personnage principal de la tétralogie inventée par le philosophe Alain Badiou à la fin des années 1990), Didier Galas réalise plusieurs séjours en Asie (Japon et Chine) ainsi qu'en Amérique Latine (Venezuela) ; puis il fonde l'Ensemble Lidonnes avec Laurent Poitrenaux et se lance dans une recherche sur le comique au théâtre à travers Arlequin, personnage traditionnel européen. C'est ainsi qu'il réalise Monnaie de Singes, une pièce franco-sino-japonaise pour trois personnages traditionnels (2000), puis Le petit(H)arlequin un solo franco-européen (2001), suivi par de nombreuses variantes : chinoise (2005), japonaise (2010), italienne (2012), chorégraphique (2011) ; il terminera cette recherche par aîloviou une pièce musicale pour trois personnages (2013). Par ailleurs, en 2004, il adapte pour la scène Don Quichotte de Miguel de Cervantès . En 2013, il fonde et dirige la compagnie Les Hauts Parleurs, et associe son travail avec l’artiste visuel Jean-François Guillon avec lequel il adapte et met en scène des textes de François Rabelais, mais aussi de Witold Gombrowicz.
En 2014, avec sept artistes japonais (danseurs, acteurs et musiciens), il crée Kotobanohajimari (L’Invention de la Parole) à Kyoto (Japon). La même année, il collabore à la mise en scène des 30 ans de la Fondation Cartier pour l’Art Contemporain.
Sa passion pour le masque et son désir d’un théâtre engagé dans la cité le conduisent aussi à endosser à nouveau le costume de Ahmed, notamment lors du séminaire L’immanence des vérités du philosophe. En 2015, il met en scène pour le Festival d’Avignon La république de Platon du même Alain Badiou, lecture donnée dans les jardins de la médiathèque Ceccano par des habitants d’Avignon et des élèves de l’ERACM (où il enseigne depuis 2003).
De 2015 à 2018, Didier Galas joue La Vérité sur Pinocchio, un spectacle en partie autobiographique, créé avec la collaboration de Jean-François Guillon, Jos Houben et Emily Wilson.
En 2018, lors du Festival d’Avignon et avec la complicité d’Alain Badiou, Didier Galas retrouve Ahmed, son personnage fétiche et présente sa nouvelle création Ahmed revient en itinérance.

## Théâtre
- 1987 : Pionniers à Ingolstadt de Marieluise Fleisser, mise en scène Bérangère Bonvoisin, Théâtre Nanterre-Amandiers
- 1988 : Scènes du répertoire 1 : De Shakespeare à Claudel, direction artistique Daniel Mesguich, Rencontres d'été de la Chartreuse de Villeneuve-lès-Avignon (élève du Conservatoire national supérieur d’art dramatique)
- 1988 : Jeux de masques, mise en scène Mario Gonzalez, Rencontres d'été de la Chartreuse de Villeneuve-lès-Avignon (élève du Conservatoire national supérieur d’art dramatique)
- 1988 : Tête d'or de Paul Claudel, mise en scène Aurélien Recoing, Théâtre de l'Odéon
- 1989 : Masques conception Michel Aymard, Laurence Camby, Didier Galas, Patrick Pineau, Gérard Watkins, Festival d'Avignon
- 1990 : Le Cerceau de Victor Slavkine, mise en scène Claude Régy, Théâtre Nanterre-Amandiers
- 1991 : Les Frères Lidonnes, Conception et interprétation Didier Galas et Laurent Poitrenaux, (tour de chant Boby Lapointe, Les Frères Jacques, Charles Trenet), Comédie de Reims
- 1993 : L'Homme, la bête et la vertu de Luigi Pirandello, mise en scène Christian Schiaretti, Les Gémeaux, Festival d'Avignon
- 1993 : Les Mystères de l'amour de Roger Vitrac, mise en scène Christian Schiaretti, Nouveau théâtre d'Angers, Festival d'Avignon
- 1993 : La Noce chez les petits bourgeois de Bertolt Brecht, mise en scène Christian Schiaretti, Festival d'Avignon
- 1993 : La Poule d'eau de Stanisław Ignacy Witkiewicz, mise en scène Christian Schiaretti, Festival d'Avignon
- 1993 : Aujourd'hui ou les Coréens de Michel Vinaver, mise en scène Christian Schiaretti, Théâtre du Vieux-Colombier Comédie-Française
- 1994 : Ahmed le subtil d'Alain Badiou, mise en scène Christian Schiaretti, Festival d'Avignon
- 1996 : Ahmed philosophe d'Alain Badiou, mise en scène Christian Schiaretti, Comédie de Reims
- 1996 : Ahmed se fâche d'Alain Badiou, mise en scène Christian Schiaretti, Comédie de Reims
- 1997 : Les Citrouilles d'Alain Badiou, mise en scène Christian Schiaretti, Comédie de Reims
- 1998 : Ficción/quijote d'après Miguel de Cervantes, mise en scène Didier Galas, Sala de Conciertos de l’Ateneo de Caracas Venezuela
- 1999 : Fariboles d'après François Rabelais, adaptation de François Bon, mise en scène Charles Tordjman, Théâtre de la Manufacture, Nancy
- 2000 : Monnaie de singes de Didier Galas, mise en scène de l'auteur, Festival d'Avignon, tournée
- 2001 : Le Petit (H)arlequin de Didier Galas, mise en scène Laurent Poitrenaux, Festival de Almada, tournée
- 2003 : Le Petit (H)arlequin de Didier Galas, mise en scène Laurent Poitrenaux, Théâtre 71
- 2004 : Wawgawawd ? d'après John Cage, mise en scène Yves Chaudouët, rencontres d'Arles
- 2005 : Quichotte d'après Miguel de Cervantes, mise en scène Didier Galas, Théâtre de la Licorne Cannes, tournée
- 2005 : Harlequin rencontre Zhong Kui, de Didier Galas, création à Shanghai, tournée en Chine
- 2006 : Paroles horrifiques et dragées perlées d'après François Rabelais, mise en scène Didier Galas, Bateau Feu Dunkerque
- 2008 : Sx.rx.Rx au lieu de garder silence, j'ai voixé de Samuel Daiber, conception Patricia Allio, Théâtre de la Bastille
- 2008 : Debvoir est vertu héroïque d'après François Rabelais, conception Didier Galas, Bateau Feu Dunkerque, tournée
- 2008 : 3 Cailloux de Didier Galas d'après Witold Gombrowicz, conception Didier Galas, Festival d'Avignon
- 2009 : La Flèche et le Moineau d'après Witold Gombrowicz, conception Didier Galas, Bateau Feu Dunkerque, tournée
- 2009 : Les Pieds dans les étoiles de Didier Galas et Jean-François Guillon, mise en scène Didier Galas, Bateau Feu Dunkerque, tournée
- 2010 : Délire à deux de Ionesco, mise en scène Christophe Feutrier, Théâtre Vidy-Lausanne, Festival d'Avignon
- 2010 : Harlequin / Tengu de Didier Galas, mise en scène de l'auteur, tournée au Japon
- 2010 : L'Arlequin de Trickster de Didier Galas, mise en scène de l'auteur, création au Bateau Feu Dunkerque, tournée
- 2011 : Il Trickster dell'Arlecchino de Didier Galas, mise en scène de l'auteur, création au Teatro Astra de Turin et tournée en Italie
- 2012 : Parlaparole à partir de François Rabelais, adaptation et mise en scène de Didier Galas
- 2013 : Trickster de Didier Galas, mise en scène de l'auteur, tournée en France
- 2013 : aïlòviou, je l'écris comme je le prononce de Didier Galas, musique Pascal Contet et Joël Grare, mise en scène de Christian Rizzo, création en France
- 2014 : Rabelais versus Nostradamus de Didier Galas et Jean-François Guillon, création à l'Auditorium du Louvre et au Festival Rayons Frais à Tours
- 2014 : Harlequin / Tengu de Didier Galas, mise en scène de l'auteur, troisième tournée au Japon
- 2014 : Kotobanohajimari ou L'Invention de la Parole de Didier Galas, mise en scène de l'auteur, création à Kyoto et reprise à Mié et Tottori (Japon)
- 2014 : Natural Beauty Museum de Patricia Allio et Eléonore Weber, création au Centre Pompidou dans le cadre du Festival d'Automne
- 2015 : La République de Platon de Alain Badiou, mise en lecture de Didier Galas, Valérie Dréville et Grégoire Ingold. Création au Festival D'Avignon
- 2015 : La Vérité sur Pinocchio de Didier Galas, mise en scène de l'auteur, création au Théâtre du Fil de l'eau à Pantin
- 2017 : Aganta Kairos, sous la direction artistique de Laurent Mulot et Thierry Poquet, création au théâtre de Compiègne
- 2017 : La Vertu Héroïque de Didier Galas, mise scène de l'auteur, création à la Scène Thélème à Paris
- 2018 : The Bucket and the Fool de Didier Galas, mise en scène de l'auteur, création au Théâtre IndiaNostrum à Pondicherry (Inde)
- 2018 : Ahmed revient de Alain Badiou, mise en scène par Didier Galas, présenté au Festival d'Avignon

## Nominations
- Molières 1995 : nomination au Molière du meilleur comédien pour Ahmed le subtil d'Alain Badiou